# 이란 국영 라디오 텔레비전
이란 국영 라디오 텔레비전(NIRT, 페르시아어: رادیو تلویزیون ملی ایران)는 팔레비 왕조 이란의 라디오와 텔레비전 방송국이었다. 1966년 10월 26일 모하마드 레자 팔라비 이란 국왕의 47회 생일에 맞추어 그의 방송 메시지를 텔레비전으로 송출함과 함께 개국하였다. 본격적인 방송은 1967년 3월 노루즈(이란력의 설날)와 함께 시작했다. 그러나 1979년에 일어난 이란 혁명 이후에 시설은 이란 이슬람 공화국 방송에 인수되었다.
1967년 이전에 텔레비전 시청자는 210만 명이었지만, NIRT가 정규방송을 시작하면서 그 시청자는 480만 명이 되었고 1974년에 시청자 수는 당시 이란 인구의 절반인 1500만 명에 이르렀다.

## 참조
- Annabelle Sreberny-Mohammadi; Annabelle Sreberny; Ali Mohammadi (1994). 《Small media, big revolution: communication, culture, and the Iranian revolution》. U of Minnesota Press. ISBN 9780816622160.